# 850 en science
| Années de la science : 847 - 848 - 849 - 850 - 851 - 852 - 853    |
| Décennies de la science : 820 - 830 - 840 - 850 - 860 - 870 - 880 |

## Publications
- Mahāvīra , mathématicien jaïn en Inde du Sud, rédige le texte indien le plus ancien consacré aux mathématiques, le Gaṇitasārasan̄graha  (Ganita Sara Sangraha ou Gaṇita-sāra-saṅgraha), dont le titre signifie Compendium de l'essence des mathématiques[1] ; ses 1 131 règles organisées en neuf chapitres présentent des opérations arithmétiques, des opérations sur les fractions, la règle de trois, des problèmes de géométrie et de mensuration.

## Naissances
- Vers 850 :
  - Abu Kamil, mathématicien égyptien.

## Décès
- Al-Khuwārizmī mathématicien perse considéré comme le fondateur de l'algèbre.